# OK Liga 2016-17
La temporada 2016-17 de la OK Liga de hockey patines es la 48.ª edición de esta competición. El FC Barcelona es el vigente campeón de la competición.

## Equipos participantes
- FC Barcelona
- HC Liceo
- CP Vic
- Reus Deportiu
- Moritz CE Vendrell
- CE Noia Freixenet
- Mombus Igualada H.C.
- Recam Làser Caldes

- Club Patín Alcobendas
- C.P. Voltregà
- C.P. Vilafranca Capital del Vi
- C.H. Lloret Vila Esportiva
- ICG Software Lleida
- C.P. Manlleu
- Citylift Girona C.H.
- Enrile PAS Alcoy

## Resultados
| Local \ Visitante                      | BAR | VFR | GIR  | ALC | LLE | IGU | LIC | LLO | MAN | VEN | NOI | CAL | ACB | REU | VIC | VOL |
| -------------------------------------- | --- | --- | ---- | --- | --- | --- | --- | --- | --- | --- | --- | --- | --- | --- | --- | --- |
| Barcelona Lassa                        | —   | 7–1 | 4–1  | 6–2 | 7–0 | 7–3 | 2–1 | 8–0 | 4–0 | 5–0 | 6–2 | 4–1 | 7–3 | 6–6 | 4–4 | 2–3 |
| Cafès Novell Vilafranca Capital del Vi | 5–7 | —   | 4–4  | 4–3 | 2–4 | 3–2 | 2–5 | 0–0 | 4–4 | 4–6 | 3–4 | 4–2 | 4–3 | 1–7 | 2–6 | 2–4 |
| Citylift Girona                        | 2–3 | 3–1 | —    | 1–4 | 4–2 | 2–5 | 6–4 | 1–5 | 4–2 | 3–3 | 3–3 | 5–2 | 2–2 | 1–3 | 2–5 | 0–5 |
| Enrile PAS Alcoy                       | 1–4 | 3–3 | 5–4  | —   | 8–5 | 5–2 | 2–3 | 1–2 | 5–4 | 3–6 | 3–5 | 2–3 | 5–4 | 3–5 | 3–4 | 2–2 |
| ICG Software Lleida                    | 4–6 | 5–2 | 4–2  | 2–1 | —   | 2–4 | 1–3 | 2–1 | 3–3 | 4–7 | 4–3 | 6–5 | 7–3 | 2–3 | 2–1 | 2–4 |
| Igualada Calaf Group                   | 0–4 | 3–2 | 3–1  | 5–4 | 4–1 | —   | 2–4 | 4–4 | 2–2 | 3–4 | 2–2 | 5–1 | 9–2 | 3–3 | 1–3 | 3–4 |
| Liceo                                  | 5–3 | 5–1 | 3–1  | 4–4 | 2–3 | 7–1 | —   | 4–3 | 3–5 | 7–2 | 4–3 | 3–2 | 7–2 | 5–8 | 2–2 | 5–0 |
| Lloret Vila Esportiva                  | 1–5 | 2–3 | 2–1  | 1–2 | 2–1 | 1–3 | 3–5 | —   | 1–1 | 3–3 | 2–2 | 1–4 | 3–4 | 1–5 | 0–8 | 1–2 |
| Club Patí Manlleu                      | 1–2 | 2–3 | 2–1  | 3–3 | 1–1 | 2–5 | 3–4 | 3–3 | —   | 0–2 | 1–3 | 2–2 | 3–2 | 3–3 | 3–7 | 3–3 |
| Mortiz Vendrell                        | 2–3 | 3–2 | 4–5  | 5–2 | 4–2 | 2–2 | 2–2 | 3–4 | 5–2 | —   | 6–2 | 2–2 | 5–2 | 4–5 | 8–6 | 1–5 |
| Noia Freixenet                         | 0–4 | 4–1 | 1–1  | 4–2 | 6–2 | 1–1 | 3–4 | 2–3 | 4–7 | 1–2 | —   | 3–2 | 2–2 | 5–0 | 5–2 | 2–5 |
| Recam Làser Caldes                     | 1–3 | 1–1 | 1–0  | 2–4 | 3–3 | 5–4 | 5–3 | 4–2 | 3–0 | 1–3 | 2–2 | —   | 3–4 | 1–1 | 4–4 | 1–3 |
| Reicomsa Alcobendas                    | 4–6 | 3–0 | 3–4  | 7–4 | 1–1 | 3–5 | 5–6 | 4–1 | 4–2 | 4–4 | 2–5 | 2–2 | —   | 1–3 | 4–6 | 3–5 |
| Reus Deportiu La Fira                  | 4–4 | 3–5 | 12–5 | 4–1 | 7–6 | 6–2 | 5–2 | 4–1 | 8–1 | 3–4 | 6–4 | 5–3 | 4–1 | —   | 4–6 | 2–0 |
| Vic                                    | 6–4 | 1–0 | 1–0  | 7–1 | 3–3 | 4–2 | 3–6 | 3–5 | 4–3 | 3–1 | 1–0 | 4–1 | 9–3 | 3–5 | —   | 2–3 |
| Voltregà                               | 2–5 | 6–1 | 1–2  | 4–4 | 2–2 | 1–3 | 1–1 | 1–2 | 4–0 | 4–1 | 3–3 | 1–2 | 5–2 | 1–1 | 2–2 | —   |

## Clasificación final
| Pos. | Equipo                                 | Pts. | PJ | G  | E  | P  | GF  | GC  | Dif. | Clasificación o descenso                      |
| ---- | -------------------------------------- | ---- | -- | -- | -- | -- | --- | --- | ---- | --------------------------------------------- |
| 1    | Barcelona Lassa (C)                    | 75   | 30 | 24 | 3  | 3  | 142 | 65  | +77  | Clasificación para la Liga Europea 2017-18    |
| 2    | Reus Deportiu La Fira                  | 66   | 30 | 20 | 6  | 4  | 137 | 85  | +52  | Clasificación para la Liga Europea 2017-18    |
| 3    | Liceo                                  | 61   | 30 | 19 | 4  | 7  | 119 | 85  | +34  | Clasificación para la Liga Europea 2017-18    |
| 4    | Vic                                    | 59   | 30 | 18 | 5  | 7  | 120 | 83  | +37  | Clasificación para la Liga Europea 2017-18    |
| 5    | Voltregà                               | 53   | 30 | 15 | 8  | 7  | 86  | 62  | +24  | Clasificación para la Copa de la CERS 2017-18 |
| 6    | Mortiz Vendrell                        | 51   | 30 | 15 | 6  | 9  | 105 | 93  | +12  | Clasificación para la Copa de la CERS 2017-18 |
| 7    | Igualada Calaf Group                   | 42   | 30 | 12 | 6  | 12 | 93  | 92  | +1   | Clasificación para la Copa de la CERS 2017-18 |
| 8    | Noia Freixenet                         | 38   | 30 | 10 | 8  | 12 | 86  | 86  | 0    | Clasificación para la Copa de la CERS 2017-18 |
| 9    | ICG Software Lleida                    | 36   | 30 | 10 | 6  | 14 | 86  | 104 | −18  | Clasificación para la Copa de la CERS 2017-18 |
| 10   | Enrile PAS Alcoy                       | 32   | 30 | 9  | 5  | 16 | 93  | 117 | −24  |                                               |
| 11   | Recam Làser Caldes                     | 32   | 30 | 8  | 8  | 14 | 71  | 86  | −15  |                                               |
| 12   | Lloret Vila Esportiva                  | 30   | 30 | 8  | 6  | 16 | 60  | 93  | −33  |                                               |
| 13   | Citylift Girona                        | 29   | 30 | 8  | 5  | 17 | 71  | 99  | −28  |                                               |
| 14   | Reicomsa Alcobendas                    | 23   | 30 | 6  | 5  | 19 | 89  | 129 | −40  | Descenso a Primera División                   |
| 15   | Cafès Novell Vilafranca Capital del Vi | 23   | 30 | 6  | 5  | 19 | 69  | 114 | −45  | Descenso a Primera División                   |
| 16   | CP Manlleu                             | 22   | 30 | 4  | 10 | 16 | 68  | 102 | −34  | Descenso a Primera División                   |

 Fuente: FEP.es